# Petrovy kameny
Petrovy kameny (německy Peterstein) jsou vrchol, který se nachází v pohoří Hrubý Jeseník v Pradědské hornatině. Třetí nejvyšší vrchol Hrubého Jeseníku tvoří tři mohutná skaliska vysoká sedm metrů. Skály leží ve Slezsku v těsné blízkosti historické zemské hranice s Moravou. Petrovy kameny se nacházejí v národní přírodní rezervaci Praděd v I. zóně Chráněné krajinné oblasti Jeseníky. Jsou součástí katastrálního území Malá Morávka v okrese Bruntál v Moravskoslezském kraji a Loučná nad Desnou v okrese Šumperk v Olomouckém kraji.

## Geografie
Petrovy kameny dominují hlavnímu hřebenu od Pradědu k sedlu na Skřítku, tvoří vedlejší vrchol Vysoké hole.

## Geologie
Hora je budována metamorfovanými horninami, zejména fylity a kvarcity.

## Geomorfologie a pedologie
Hřeben kolem Petrových kamenů a Vysoké hole je plochý, na východě vybíhající do rozsochy zakončené vrcholem Hradečné (1057 m). Na západě se do něj zařezává kaňon Desné (Divoké) s přítoky Sviního a Velkého Dědova potoka. Vrcholové skalisko Petrových kamenů je mrazový srub. Reliktem po době ledové jsou mrazem tříděné polygonální půdy.

## Hydrologie
Petrovy kameny leží na hlavním evropském rozvodí mezi Baltským a Černým mořem. Divoká Desná odvádí své vody do Moravy a Dunaje, Bílá Opava do Odry.

## Flóra a fauna
Petrovy kameny jsou z botanického hlediska unikátním místem evropského významu. Přežívají zde relikty z doby ledové – řada vzácných lišejníků a mechů, vrba bylinná a zejména dva jesenické endemické druhy zvonek jesenický a lipnice jesenická.

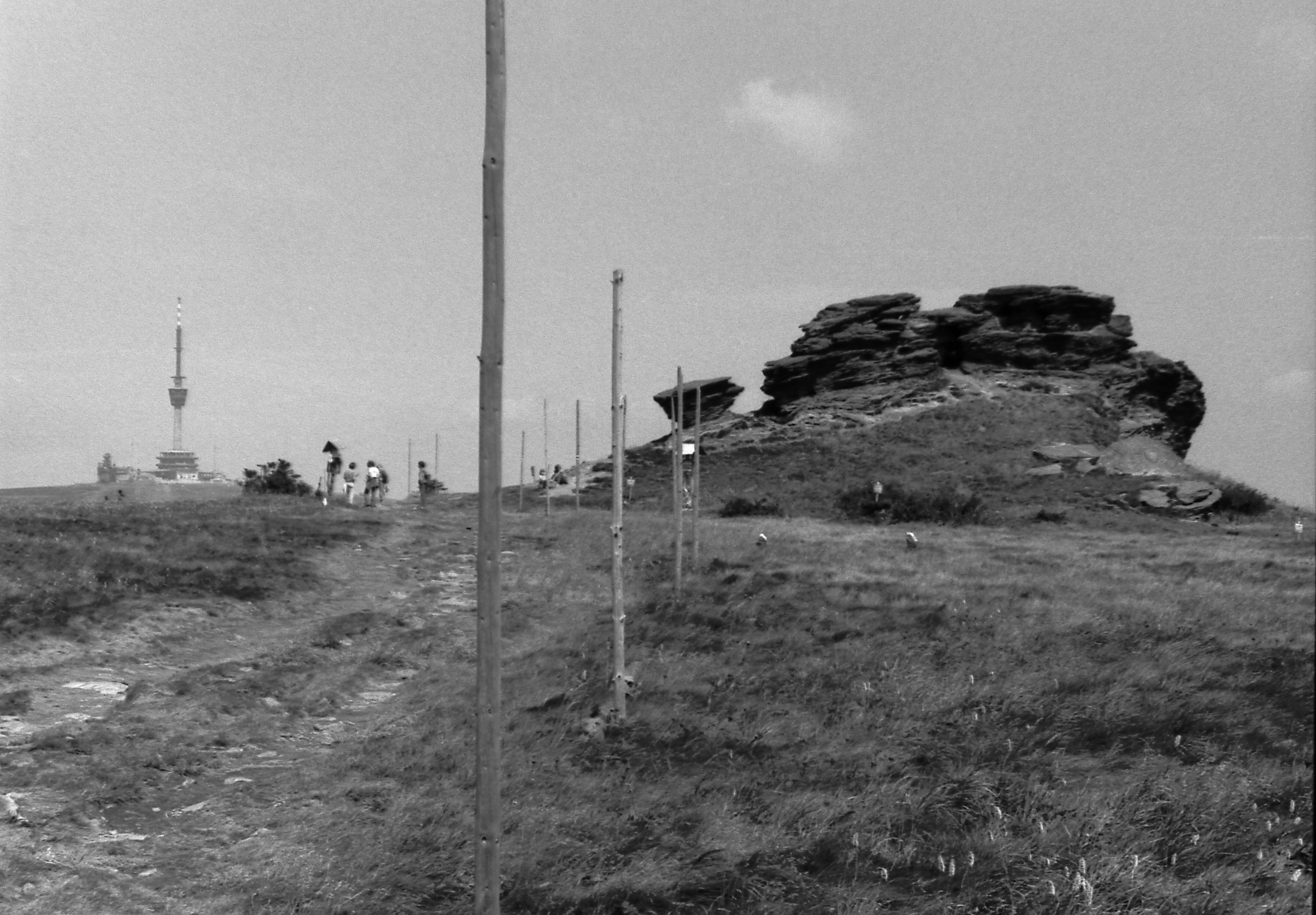
Pohled na Petrovy kameny a Praděd z počátku 80. let 20. století

## Ochrana přírody
Petrovy kameny jsou jedna z nejcennějších botanických lokalit v ČR. Kvůli ochraně endemických druhů rostlin i živočichů je výstup na Petrovy kameny zakázán. Jelikož často dochází k nerespektování zákazu, musí Správa CHKO Jeseníky zajišťovat ostrahu lokality, aby se předešlo oslabení populací vzácných druhů.

## Turistika
Na území národní přírodní rezervace platí z důvodu ochrany přírody celoroční zákaz scházení ze značené cesty, zejména vstupu na vrcholovou skálu a do jejího okolí, což je v případě porušení strážci přírody tvrdě sankcionováno. V zimě se na svazích Petrových kamenů s jistými omezeními lyžuje (čtyři vleky), přičemž je zakázáno opouštět vyznačené sjezdovky.

## Historie
Za čarodějnických procesů v 17. století byly Petrovy kameny označeny jako dějiště čarodějnických sletů. Podle pověsti dostaly Petrovy kameny jméno po mladém kováři, který se zde ukryl se svou dívkou, dcerou správce sovineckého panství, když prchal před jejím otcem.